# Tschechische Badmintonmeisterschaft 2001
Die Tschechische Badmintonmeisterschaft 2001 fand vom 16. bis zum 18. März 2001 in Rychnov nad Kněžnou statt.

## Medaillengewinner
| Disziplin    | Gold                       | Silber                           | Bronze                           |
| ------------ | -------------------------- | -------------------------------- | -------------------------------- |
| Herreneinzel | Jan Fröhlich               | Jan Vondra                       | Petr Martinec                    |
| Herreneinzel | Jan Fröhlich               | Jan Vondra                       | Ondřej Lubas                     |
| Dameneinzel  | Markéta Koudelková         | Eva Brožová                      | Diana Stádníková                 |
| Dameneinzel  | Markéta Koudelková         | Eva Brožová                      | Markéta Sadilová                 |
| Herrendoppel | Jan Fröhlich Petr Martinec | Pavel Kubiš Tomáš Maixner        | Richard Hobzik René Neděla       |
| Herrendoppel | Jan Fröhlich Petr Martinec | Pavel Kubiš Tomáš Maixner        | Michal Svoboda Filip Stádník     |
| Damendoppel  | Eva Brožová Hana Milisová  | Ivana Vilímková Hana Procházková | Diana Stádníková Eva Melounová   |
| Damendoppel  | Eva Brožová Hana Milisová  | Ivana Vilímková Hana Procházková | Martina Brejchová Regina Rašková |
| Mixed        | Martin Herout Eva Brožová  | Jiří Provazník Dana Kosová       | Michal Turoň Markéta Koudelková  |
| Mixed        | Martin Herout Eva Brožová  | Jiří Provazník Dana Kosová       | René Neděla Ivana Vilímková      |